# Pulaeus franciscae
Pulaeus franciscae är en spindeldjursart som beskrevs av Den Heyer 1981. Pulaeus franciscae ingår i släktet Pulaeus och familjen Cunaxidae. Inga underarter finns listade i Catalogue of Life.